# 1980年レークプラシッドオリンピックのバイアスロン競技
1980年レークプラシッドオリンピックのバイアスロン競技（1980ねんレークプラシッドオリンピックのバイアスロンきょうぎ）はレークプラシッドのレークプラシッドオリンピックスポーツコンプレックスクロスカントリー・バイアスロンセンターで男子のみ3種目が実施された。

## 競技結果

### 男子10kmスプリント
- 1980年2月19日

| 順位 | 国・地域         | 氏名                     | タイム（ミスショット） |
| ---- | ---------------- | ------------------------ | ---------------------- |
| 金   | 東ドイツ         | フランク・ウルリッヒ     | 32分10秒69（2）        |
| 銀   | ソビエト連邦     | ヴラジーミル・アリキン   | 32分53秒10（0）        |
| 銅   | ソビエト連邦     | アナトリー・アリャビエフ | 33分09秒16（1）        |
| 4    | 東ドイツ         | クラウス・ジーベルト     | 33分32秒76（2）        |
| 5    | ノルウェー       | シェル・ソーバック       | 33分34秒64（1）        |
| 6    | チェコスロバキア | ペテル・ゼリンカ         | 33分45秒20（1）        |
| 7    | ノルウェー       | オッド・リルス           | 34分10秒39（2）        |
| 8    | 西ドイツ         | ペーター・アンゲラー     | 34分13秒43（4）        |
| 9    | ソビエト連邦     | アレクサンドル・チホノフ | 34分14秒88（2）        |
| 26   | 日本             | 出口弘之                 | 36分14秒61（2）        |
| 37   | 日本             | 柴田敬士                 | 37分26秒91（6）        |
| 43   | 日本             | 木下正市                 | 38分50秒19（4）        |

### 男子20km
- 1980年2月16日

| 順位 | 国・地域     | 氏名                       | タイム（ミスショット） |
| ---- | ------------ | -------------------------- | ---------------------- |
| 金   | ソビエト連邦 | アナトリー・アリャビエフ   | 1時間08分16秒31（0）   |
| 銀   | 東ドイツ     | フランク・ウルリッヒ       | 1時間08分27秒79（3）   |
| 銅   | 東ドイツ     | エバーハルト・ロッシュ     | 1時間11分11秒75（2）   |
| 4    | ノルウェー   | スヴァイン・エンゲン       | 1時間11分30秒25（3）   |
| 5    | フィンランド | エリッキ・アンティラ       | 1時間11分32秒32（4）   |
| 6    | フランス     | イヴォン・ムジェル         | 1時間11分33秒60（3）   |
| 7    | ソビエト連邦 | ヴラジーミル・バルナショフ | 1時間11分49秒49（4）   |
| 8    | ソビエト連邦 | ヴラジーミル・アリキン     | 1時間12分05秒30（6）   |
| 28   | 日本         | 木下正市                   | 1時間16分21秒46（2）   |
| 39   | 日本         | 出口弘之                   | 1時間21分53秒16（7）   |
| 41   | 日本         | 菊地二久                   | 1時間24分44秒30（11）  |

### 男子4x7.5kmリレー
- 1980年2月22日

| 順位 | 国・地域     | 氏名                                                                                                | タイム（ミスショット） |
| ---- | ------------ | --------------------------------------------------------------------------------------------------- | ---------------------- |
| 金   | ソビエト連邦 | ヴラジーミル・アリキン アレクサンドル・チホノフ ヴラジーミル・バルナショフ アナトリー・アリャビエフ | 1時間34分03秒27（0）   |
| 銀   | 東ドイツ     | マティアス・ユング クラウス・ジーベルト フランク・ウルリッヒ エバーハルト・ロッシュ                 | 1時間34分56秒69（3）   |
| 銅   | 西ドイツ     | フランツ・ベルンライター ハンジー・エストナー ペーター・アンゲラー ゲルハルト・ヴィンクラー         | 1時間37分30秒26（2）   |
| 13   | 日本         | 菊地二久 木下正市 柴田敬士 出口弘之                                                                 | 1時間45分53秒98（7）   |